# Danmarksturneringen i atletik
Danmarksturneringen i atletik eller Landsturneringen i atletik er Dansk Atletik Forbunds turnering for foreningshold, og i finalerunden for denne kåres de danske mestre for hold for henholdsvis mænd og kvinder. DAFs DT-udvalg tilrettelægger Danmarksturneringen. Mesterskabet har været afholdt årligt siden 1959 for mænd og 1966 for kvinder.
Danmarksturneringen er opdelt i et antal divisioner. Elitedivisionerne er landsdækkende, medens de øvrige divisioner består af foreningshold fra områder henholdsvis øst og vest for Storebælt, som dyster indbyrdes. Der er som udgangspunkt otte foreningshold i elitedivisionerne og seks i de øvrige divisioner. Danmarksturneringen afvikles i 2 indledende runder samt en finalerunde. En forening kan deltage med flere hold, men maximalt et hold i hver division. En udenlandsk statsborger kan repræsentere et hold i Danmarksturneringen, såfremt vedkommende har haft fast bopæl i Danmark de forudgående seks måneder.

## Danmarksturneringen 2014
Danmarksturneringens finale 2014 afvikledes 6. september i Aabenraa. Det blev till dobbeltsejr til Sparta Atletik for 17. år i træk, mændens sejr var den 29. i træk.

### Resultatet i Elitedivisionen, 2014
| Guld Sparta 125 point Sølv Aarhus 1900 109½ point Bronze Odense Atletik 71 point 4. Hvidovre AM 55½ point 5. Københavns IF 50½ point 6. Esbjerg AM 49½ point | Guld Sparta 106 point Sølv Aarhus 1900 97½ point Bronze Københavns IF 80,75 point 4. Aabenraa IG 71,25 point 5. Odense Atletik 48 point 6. Amager AC 29½ point |

## Danmarksturneringens historie
| Danmarksturneringen i atletik - Mænd | Danmarksturneringen i atletik - Mænd | Danmarksturneringen i atletik - Mænd | Danmarksturneringen i atletik - Mænd |
| År                                   | Guld                                 | Sølv                                 | Bronze                               |
| ------------------------------------ | ------------------------------------ | ------------------------------------ | ------------------------------------ |
| 2014                                 | Sparta Atletik                       | Århus 1900                           | Odense Atletik                       |
| 2013                                 | Sparta Atletik                       | Århus 1900                           | Københavns IF                        |
| 2012                                 | Sparta Atletik                       | Århus 1900                           | Københavns IF                        |
| 2011                                 | Sparta Atletik                       | Århus 1900                           | Københavns IF                        |
| 2010                                 | Sparta Atletik                       | Hvidovre AM                          | Skive AM                             |
| 2009                                 | Sparta Atletik                       | Århus 1900                           | Københavns IF                        |
| 2008                                 | Sparta Atletik                       | Århus 1900                           | Københavns IF                        |
| 2007                                 | Sparta Atletik                       | Århus 1900                           | Københavns IF                        |
| 2006                                 | Sparta Atletik                       | Århus 1900                           | Københavns IF                        |
| 2005                                 | Sparta Atletik                       | Århus 1900                           | Hvidovre AM                          |
| 2004                                 | Sparta Atletik                       | Århus 1900                           | Københavns IF                        |
| 2003                                 | Sparta Atletik                       | Århus 1900                           | Københavns IF                        |
| 2002                                 | Sparta Atletik                       | Århus 1900                           | Københavns IF                        |
| 2001                                 | Sparta Atletik                       | Århus 1900                           | Aalborg AM                           |
| 2000                                 | Sparta Atletik                       | Århus 1900                           | Aalborg AM                           |
| 1999                                 | Sparta Atletik                       | Århus 1900                           | Københavns IF                        |
| 1998                                 | Sparta Atletik                       | Århus 1900                           | Odense Atletik                       |
| 1997                                 | Sparta Atletik                       | Århus 1900                           | Odense Atletik                       |
| 1996                                 | Sparta Atletik                       | Trongårdens IF                       | AGF                                  |
| 1995                                 | Sparta Atletik                       | Trongårdens IF                       | AGF                                  |
| 1994                                 | Sparta Atletik                       | Trongårdens IF                       | Århus 1900                           |
| 1993                                 | Sparta Atletik                       | Århus 1900                           | Trongården                           |
| 1992                                 | Sparta Atletik                       | Århus 1900                           | AGF                                  |
| 1991                                 | Sparta Atletik                       | Århus 1900                           | Trongårdens IF                       |
| 1990                                 | Sparta Atletik                       | Århus 1900                           | Silkeborg AK 77                      |
| 1989                                 | Sparta Atletik                       | Århus 1900                           | Trongårdens IF                       |
| 1988                                 | Sparta Atletik                       | Århus 1900                           | Freja Odense                         |
| 1987                                 | Sparta Atletik                       | Århus 1900                           | Trongårdens IF                       |
| 1986                                 | Sparta Atletik                       | Århus 1900                           | Trongårdens IF                       |
| 1985                                 | Holte IF                             | Freja Odense                         | Århus 1900                           |
| 1984                                 | Sparta Atletik                       | Holte IF                             | Trongårdens IF                       |
| 1983                                 | Holte IF                             | Gullfoss                             | AGF                                  |
| 1982                                 | Freja Odense                         | Holte IF                             | Hvidovre IF                          |
| 1981                                 | Freja Odense                         | Aalborg AK                           | Holte IF                             |
| 1980                                 | Freja Odense                         | Skovbakken                           | Hvidovre IF                          |
| 1979                                 | Skovbakken                           | Freja Odense                         | Hvidovre IF                          |
| 1978                                 | Holte IF                             | Skovbakken                           | Kastrup Tårnby Atletik               |
| 1977                                 | Skovbakken                           | Holte IF                             | Aalborg AK                           |
| 1976                                 | Skovbakken                           | Aalborg AK                           | Holte IF                             |
| 1975                                 | Skovbakken                           | AGF                                  | Aalborg AK                           |
| 1974                                 | Skovbakken                           | Ben-Hur                              | AGF                                  |
| 1973                                 | Skovbakken                           | AGF                                  | Kastrup Tårnby Atletik               |
| 1972                                 | AGF                                  | Skovbakken                           | Ben-Hur                              |
| 1971                                 | AGF                                  | Skovbakken                           | Ben-Hur                              |
| 1970                                 | Skovbakken                           | AGF                                  | Holte IF                             |
| 1969                                 | AGF                                  | Skovbakken                           | Ben-Hur                              |
| 1968                                 | Skovbakken                           | AGF                                  | Ben-Hur                              |
| 1967                                 | AGF                                  | Skovbakken                           | Københavns IF                        |
| 1966                                 | Skovbakken                           | Holte IF                             | Ben-Hur                              |
| 1965                                 | Skovbakken                           | Ben-Hur                              | AGF                                  |
| 1964                                 | Ben Hur                              | Skovbakken                           | Randers Freja                        |
| 1963                                 | Skovbakken                           | Randers Freja                        | Esbjerg                              |
| 1962                                 | Ben Hur                              | Randers Freja                        | Esbjerg                              |
| 1961                                 | Københavns IF                        | Ben-Hur                              | Esbjerg                              |
| 1960                                 | Københavns IF                        | Frederiksberg IF                     | Ben-Hur                              |
| 1959                                 | Ben-Hur                              | Københavns IF                        | Frederiksberg IF                     |

| Danmarksturneringen i atletik - Kvinder | Danmarksturneringen i atletik - Kvinder | Danmarksturneringen i atletik - Kvinder | Danmarksturneringen i atletik - Kvinder |
| År                                      | Guld                                    | Sølv                                    | Bronze                                  |
| --------------------------------------- | --------------------------------------- | --------------------------------------- | --------------------------------------- |
| 2014                                    | Sparta Atletik                          | Århus 1900                              | Københavns IF                           |
| 2013                                    | Sparta Atletik                          | Hvidovre AM                             | Københavns IF                           |
| 2012                                    | Sparta Atletik                          | Københavns IF                           | Århus 1900                              |
| 2011                                    | Sparta Atletik                          | Hvidovre AM                             | Århus 1900                              |
| 2010                                    | Sparta Atletik                          | Århus 1900                              | Silkeborg AK 77                         |
| 2009                                    | Sparta Atletik                          | Århus 1900                              | Hvidovre AM                             |
| 2008                                    | Sparta Atletik                          | Århus 1900                              | Hvidovre AM                             |
| 2007                                    | Sparta Atletik                          | Århus 1900                              | Hvidovre AM                             |
| 2006                                    | Sparta Atletik                          | Århus 1900                              | Aabenraa IG                             |
| 2005                                    | Sparta Atletik                          | Århus 1900                              | Hvidovre AM                             |
| 2004                                    | Sparta Atletik                          | Århus 1900                              | Hvidovre AM                             |
| 2003                                    | Sparta Atletik                          | Århus 1900                              | Odense Atletik                          |
| 2002                                    | Sparta Atletik                          | Århus 1900                              | Hvidovre AM                             |
| 2001                                    | Sparta Atletik                          | Århus 1900                              | Trongårdens IF                          |
| 2000                                    | Sparta Atletik                          | Århus 1900                              | Herning GF                              |
| 1999                                    | Sparta Atletik                          | Århus 1900                              | Herning GF                              |
| 1998                                    | Sparta Atletik                          | Århus 1900                              | Herning GF                              |
| 1997                                    | Århus 1900                              | Sparta Atletik                          | Trongårdens IF                          |
| 1996                                    | Århus 1900                              | Sparta Atletik                          | Trongårdens IF                          |
| 1995                                    | Århus 1900                              | Sparta Atletik                          | Trongårdens IF                          |
| 1994                                    | Sparta Atletik                          | Århus 1900                              | Aalborg FF                              |
| 1993                                    | Sparta Atletik                          | Århus 1900                              | Aalborg FF                              |
| 1992                                    | Århus 1900                              | Sparta Atletik                          | Aalborg FF                              |
| 1991                                    | Århus 1900                              | Sparta Atletik                          | Aalborg FF                              |
| 1990                                    | Århus 1900                              | Sparta Atletik                          | Trongårdens IF                          |
| 1989                                    | Sparta Atletik                          | Aalborg FF                              | Trongårdens IF                          |
| 1988                                    | Sparta Atletik                          | Aalborg FF                              | Trongårdens IF                          |
| 1987                                    | Sparta Atletik                          | Trongårdens IF                          | Aalborg FF                              |
| 1986                                    | Trongårdens IF                          | Sparta Atletik                          | Frederiksberg IF                        |
| 1985                                    | Trongårdens IF                          | Sparta Atletik                          | Aalborg FF                              |
| 1984                                    | Trongårdens IF                          | Sparta Atletik                          | Aalborg FF                              |
| 1983                                    | Trongårdens IF                          | Sparta Atletik                          | Glostrup IC                             |
| 1982                                    | Trongårdens IF                          | Sparta Atletik                          | Aalborg FF                              |
| 1981                                    | Sparta Atletik                          | Trongårdens IF                          | Aalborg FF                              |
| 1980                                    | Trongårdens IF                          | Kastrup Tårnby Atletik                  | Randers Real                            |
| 1979                                    | Trongårdens IF                          | Frederiksberg IF                        | Randers Real                            |
| 1978                                    | Frederiksberg IF                        | Trongårdens IF                          | Hvidovre IF                             |
| 1977                                    | Frederiksberg IF                        | Trongårdens IF                          | Skive AM                                |
| 1976                                    | Trongårdens IF                          | Frederiksberg IF                        | Hvidovre IF                             |
| 1975                                    | Trongårdens IF                          | Skive AM                                | Frederiksberg IF                        |
| 1974                                    | Trongårdens IF                          | Skive AM                                | Hvidovre IF                             |
| 1973                                    | Hvidovre IF                             | Trongårdens IF                          | Amager IF                               |
| 1972                                    | Skovbakken                              | Hvidovre IF                             | Frederiksberg IF                        |
| 1971                                    | Frederiksberg IF                        | Hvidovre IF                             | Grenå                                   |
| 1970                                    | Frederiksberg IF                        | Hvidovre IF                             | Grenå                                   |
| 1969                                    | Frederiksberg IF                        | Københavns IF                           | Hvidovre AK                             |
| 1968                                    | Frederiksberg IF                        | Hvidovre IF                             | AGF                                     |
| 1967                                    | Frederiksberg IF                        | AGF                                     | Hvidovre IF                             |
| 1966                                    | AGF                                     | Frederiksberg IF                        | Skovbakken                              |

Kilde: DAF i tal Arkiveret 14. februar 2007 hos  Wayback Machine